# 富維耶山古羅馬劇場

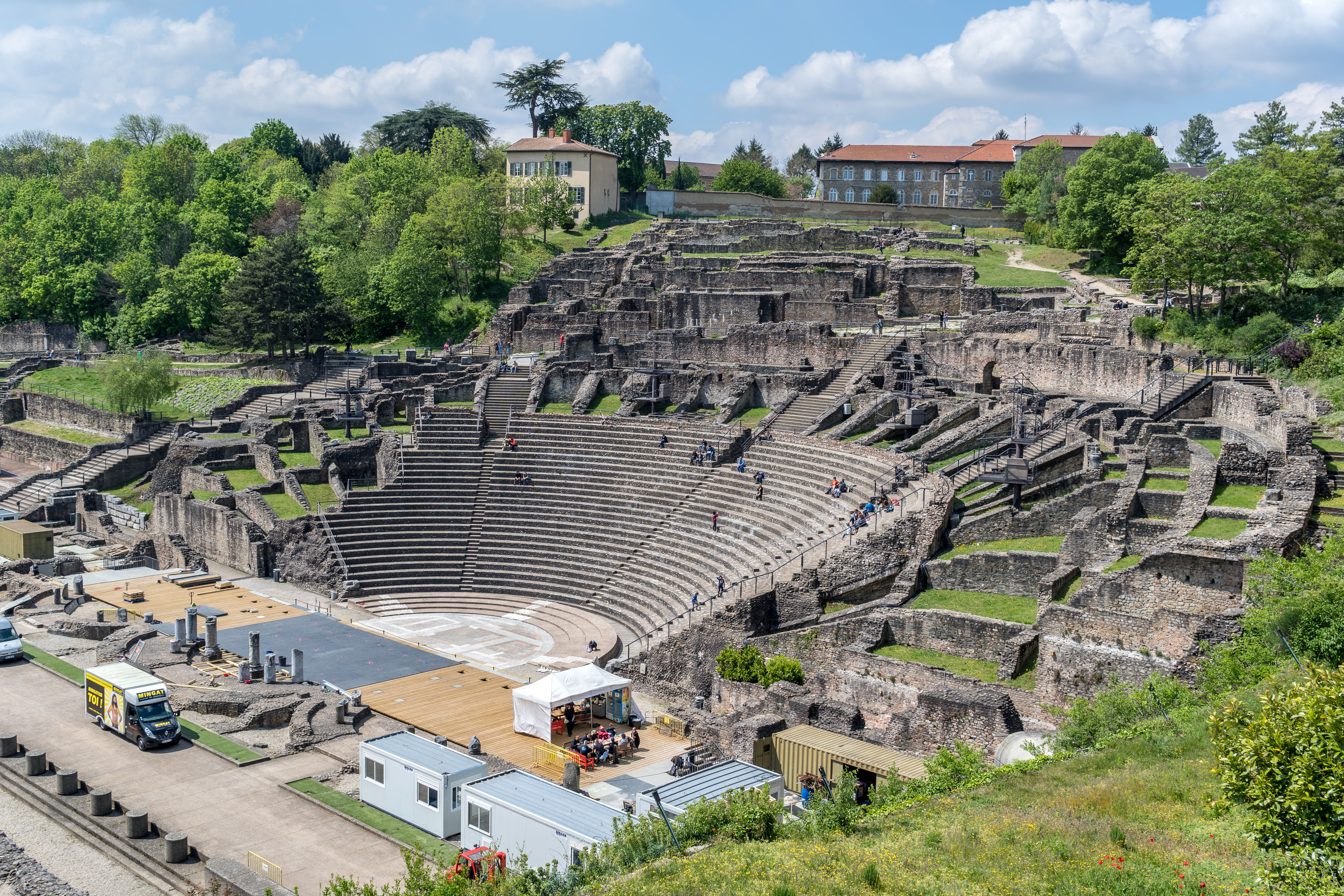
富維耶山古羅馬劇場

富維耶山古羅馬劇場（法語：Théâtre antique de Lyon) 是位於法國城市里昂的一座古羅馬時期的劇場。在羅馬時代這裡是里昂的市中心。在富維耶山古羅馬劇場的附近還有一座較小的羅馬劇場，是里昂劇場。現在富維耶山古羅馬劇場是一個觀光景點，也被用來舉辦演出。